# Шустин, Семён Матвеевич
Семён Матвеевич Шустин (встречается также написание имени Симон Шустин) (1908―1978) — советский хозяйственный, государственный и политический деятель, офицер НКВД. Участник и организатор сталинских репрессий на территории Латвийской ССР, а также на севере Урала (Вятлаг) и в Сибири (Красноярский край).

## Биография
Родился в 1908 году в деревне Спирово Тверской губернии в семье портного.
Окончил пять классов общеобразовательной школы в Петрограде. С 1923 года — ученик слесаря школы рабочей молодежи им. Тимирязева, затем курьер машиностроительного треста, слесарь, бригадир, нормировщик, зампред фабкома, слесарь-бригадир. Параллельно учился в Высшей школе профсоюзного движения, которую закончил в 1930 году. По окончании был принят в ряды ВКП(б). После этого служил в 10-м Туркестанском стрелковом полку (1930—1931), передислоцированном к тому времени в Ленинград. Затем слесарь-бригадир, мастер, директор школы ФЗУ и учебного комбината, и наконец начальник механосборочного цеха и секретарь парткома (1931—1939) Ленинградского станкостроительного завода им. Свердлова. Окончил 4 курса Ленинградского отделения Промышленной академии в 1938. Делегат XVIII съезда ВКП(б) в марте 1939 года.

### В органах НКВД
С марта 1939 года в НКВД СССР, окончил трёхмесячные курсы при Высшей школе НКВД, где получил звание лейтенанта. В 1939—1940 году заместитель начальника 4-го отдела Главного экономического управления НКВД. В марте 1940 года повышен до капитана.
После ввода советских войск  в Латвии в июне 1940 года направлен в Латвию, где под формальным руководством начальника Политической полиции ЛР Викентия Латковского действовал под конспиративным псевдонимом Силниекс (формально продолжал занимать прежнюю должность). После образования Латвийской ССР и просоединения её к Советскому Союзу стал (с 11 сентября 1940 года) начальником Управления госбезобасности НКВД ЛатвССР, одновременно являясь заместителем наркома внутренних дел ЛатвССР Алфонса Новикса. Под руководством С. Шустина была организована административная сеть НКВД в Риге, состоящая из 36 разных учреждений. Управление Госбезопасности переехало в бывшее здание Министерства внутренних дел на углу улиц Бривибас и Стабу (Угловой дом), в котором за два месяца были обустроены подвальные камеры для заключения и расстрелов. С февраля 1941 года С. Шустин назначен на отдельную должность наркома государственной безопасности.
Подпись С. Шустина имеется под большинством документов о проведении политических репрессий в ЛатвССР в период 1940—1941 годов, в том числе под расстрельными приговорами (минимум несколько дюжин). Среди прочего продписи С. Шустина стоят под заключениями о депортации 6636 жителей Латвии во время проведения операции «Прибой» 14 июня 1941 года, когда были арестованы воевавшие против большевиков в Гражданскую войну в России, служившие в Латвийской Армии, члены общественных и политических организаций, госслужащие, люди относительно высокого социального статуса, а также члены семей вышеперечисленных. Особой силы репрессии достигли после начала Великой Отечественной войны, когда удалось вывезти во внутренние районы СССР лишь часть арестованных, а остальные были убиты до входа в Ригу сил Вермахта. Семьдесят восемь человек, расстрелянных и захороненных во дворе Рижской Центральной тюрьмы за неделю от начала войны с Германией и до занятия Риги Вермахтом 1 июля, потом станут роскошной иллюстрацией для гитлеровской пропаганды, поскольку и сам Шустин, и его заместители З. Кривицкий и А. Брезгин, были евреями по национальности (третий заместитель — латыш Я. Цинис). С отступлением РККА С. Шустин эвакуировался в Валку и далее во внутренние районы РСФСР.
С 31 июля 1941 года — начальник УНКВД Кировской области. В подчинении его находились лагеря Вятлага, в которых содержалось более 3 тысяч депортированных жителей Латвии и военнопленных. 25 декабря 1942 года назначен уполномоченным Управления по делам военнопленных и интернированных НКВД по Донскому фронту, после Сталинградской битвы (23 февраля 1943 года) повышен до подполковника и назначен заместителем начальника Управления Сталинградских лагерей НКВД.
С 18 июля 1943 года — полковник, заместитель начальника УНКВД-УМВД Красноярского края. В послевоенные годы (1947—1950) заведовал строительными лагерями «Хакассметаллургстроя» и «Енисейстроя», также эксплуатировавших труд заключённых. Работал начальником строительства Хакасского медного завода и ТЭЦ «Енисейстроя» МВД, заместителем начальника УИТЛ «Енисейстроя» МВД.
После увольнения из органов госбезопасности в 1960 году до самой смерти работал инженером по технике безопасности на ленинградском Ижорском заводе, до 1972 года жил в Колпине.
Среди жителей Латвии, в том числе бывших чекистов, бытовало мнение, что С. Шустин в начале 1970-х годов эмигрировал в Израиль, где и умер. Однако согласно справке, выданной Российским отделением Интерпола, умер в Ленинграде в 1978 году.

### Посмертное уголовное преследование
Восьмого февраля 1996 года Генеральная прокуратура Латвийской Республики возбудила уголовное дело по статье Латвийского Уголовного кодекса 68-1 "преступления против человечества, геноцид". Обвинительный акт утверждал, что:

…подчинённые С. Шустину репрессивные органы производили массовые репрессии против неповинных людей, терроризировали их, использовали незаконные методы следствия с применением пыток, содержали в заключения в унижающих человеческие честь и достоинство антисанитарных условиях, добиваясь самооговора в отношении не совершённых ими преступлений, фабриковали уголовные дела и выдвигали необоснованные обвинения, добиваясь осуждения обвиняемого на высшую меру наказания или высылку в места заключения в отдалённых районах СССР…
Оригинальный текст (латыш.)(..) Semjona Šustina vadībā viņam pakļautie represīvo iestāžu darbinieki veica nevainīgu cilvēku masveida vajāšanas, terorizēšanu, pielietoja nelikumīgas izmeklēšanas metodes ar cilvēku spīdzināšanu, turēja ieslodzījumā cilvēka cieņu un godu pazemojošos antisanitāros apstākļos, panākot piespiedu atzīšanos noziegumos, kas nebija izdarīti, safabricēja krimināllietas un izvirzīja nepamatotas apsūdzības, panākot apsūdzētā notiesāšanu ar augstāko soda mēru, izsūtīšanu uz ieslodzījuma vietām attālos PSRS apgabalos. (..)

Основываясь на письме Симона Шустина от 12 июля 1968 года из Колпина его прежнему начальнику Алфонсу Новиксу, был подан запрос в Российское бюро Интерпола, но первый ответ утверждал, что С. Шустин по представленному адресу никогда не проживал, а данными по другим адресам его прописки бюро не располагало. После повторного запроса с приложением копии письма были предоставлены сведения о том, что С. Шустин по этому адресу проживал и скончался 3 августа 1978 года. На основании этого дело было прекращено в связи со смертью обвиняемого, а четыре тома его отправлены в архив.